# Listă de filme americane din 1920
Aceasta este o listă de filme americane din 1920:
| Titlu                          | Regizor(i)                       | Actori                                                       | Gen               | Note                                  |
| ------------------------------ | -------------------------------- | ------------------------------------------------------------ | ----------------- | ------------------------------------- |
| The $1,000,000 Reward          | George A. Lessey                 | Lillian Walker, Coit Albertson                               | Drama serial      |                                       |
| 813                            | Charles Christie, Scott Sidney   | Wedgwood Nowell, Ralph Lewis, Wallace Beery, Laura La Plante | Mystery           |                                       |
| Among Those Present            | Fred C. Newmeyer                 | Harold Lloyd, Mildred Davis                                  | Comedy Short      |                                       |
| April Folly                    | Robert Z. Leonard                | Marion Davies, Conway Tearle                                 | Drama             |                                       |
| Are All Men Alike?             | Phil Rosen                       | May Allison, Wallace MacDonald                               | Comedy-drama      | [ 1 ]                                 |
| The Big Catch                  | Leo D. Maloney                   | Hoot Gibson                                                  | Western Short     |                                       |
| Blind Youth                    | Edward Sloman                    | Walter McGrail, Leatrice Joy                                 | Drama             |                                       |
| The Brand Blotter              |                                  | Hoot Gibson                                                  | Western           |                                       |
| The Broncho Kid                | Mack V. Wright                   | Hoot Gibson                                                  | Western Short     |                                       |
| The Champion Liar              | Hoot Gibson                      | Hoot Gibson                                                  | Western Short     |                                       |
| A Child for Sale               | Ivan Abramson                    | Gladys Leslie, Creighton Hale                                | Melodrama         |                                       |
| Cinders                        | Edward Laemmie                   | Hoot Gibson                                                  | Short             |                                       |
| The Common Sin                 | Burton King                      | Rod La Rocque, Nita Naldi                                    |                   | [ 2 ]                                 |
| Convict 13                     | Edward F. Cline, Buster Keaton   | Buster Keaton, Joe Roberts                                   | Comedy            |                                       |
| The Copperhead                 | Charles Maigne                   | Lionel Barrymore, Doris Rankin                               | Period drama      |                                       |
| The Dangerous Paradise         | William P.S. Earle               | Louise Huff, Harry Benham                                    | Drama             | Selznick                              |
| The Daredevil                  | Tom Mix                          | Tom Mix, Eva Novak                                           | Western           | Fox Film                              |
| Daredevil Jack                 | W. S. Van Dyke                   | Jack Dempsey, Josie Sedgwick                                 | Adventure serial  |                                       |
| A Dark Lantern                 | John S. Robertson                | Alice Brady, Reginald Denny                                  | Drama             | Independent                           |
| The Desperate Hero             | Wesley Ruggles                   | Owen Moore, Gloria Hope                                      |                   | [ 3 ]                                 |
| The Devil's Pass Key           | Erich von Stroheim               | Sam de Grasse, Mae Busch                                     | Drama             |                                       |
| The Devil's Riddle             | Frank Beal                       | Gladys Brockwell, William Scott                              | Drama             | Fox Film                              |
| Double Danger                  | Albert Russell                   | Hoot Gibson                                                  | Western           |                                       |
| A Double-Dyed Deceiver         | Alfred E. Green                  | Jack Pickford, Marie Dunn                                    | Crime drama       |                                       |
| Dr. Jekyll and Mr. Hyde        | John S. Robertson                | John Barrymore                                               | Horror            |                                       |
| An Eastern Westerner           | Hal Roach                        | Harold Lloyd                                                 | Comedy            |                                       |
| The False Road                 | Fred Niblo                       | Enid Bennett, Lloyd Hughes                                   | Drama             |                                       |
| The Family Honor               | King Vidor                       | Florence Vidor, Roscoe Karns                                 | Drama             |                                       |
| Fight It Out                   | Albert Russell                   | Hoot Gibson                                                  | Western           |                                       |
| The Fightin' Terror            | Hoot Gibson                      | Hoot Gibson                                                  | Western           |                                       |
| The Forbidden Thing            | Allan Dwan                       | James Kirkwood Sr., Helen Jerome Eddy                        | Drama             | [ 4 ]                                 |
| A Gamblin' Fool                | Leo D. Maloney                   | Hoot Gibson                                                  | Western           |                                       |
| The Garage                     | Fatty Arbuckle                   | Fatty Arbuckle, Buster Keaton                                | Comedy Short      |                                       |
| Get Out and Get Under          | Hal Roach                        | Harold Lloyd                                                 | Comedy            |                                       |
| The Girl in Number 29          | John Ford                        | Frank Mayo, Elinor Fair                                      | Drama             |                                       |
| The Great Lover                | Frank Lloyd                      | John St. Polis, Claire Adams                                 | Drama             | Goldwyn                               |
| The Great Redeemer             | Clarence Brown                   | House Peters, Marjorie Daw                                   | Western           |                                       |
| The Grinning Granger           | Leo D. Maloney                   | Hoot Gibson                                                  | Western           |                                       |
| Hair Trigger Stuff             | B. Reeves Eason                  | Hoot Gibson                                                  | Western           |                                       |
| Hairpins                       | Fred Niblo                       | Enid Bennett, Matt Moore, William Conklin                    | Drama             |                                       |
| Haunted Spooks                 | Alfred J. Goulding, Hal Roach    | Harold Lloyd                                                 | Comedy            |                                       |
| Hearts Are Trumps              | Rex Ingram                       | Winter Hall, Frank Brownlee, Alice Terry                     | Drama             | Metro                                 |
| Held Up for the Makin's        | B. Reeves Eason                  | Hoot Gibson                                                  | Western           |                                       |
| Her Husband's Friend           | Fred Niblo                       | Enid Bennett, Rowland V. Lee                                 | Drama             |                                       |
| High and Dizzy                 | Hal Roach                        | Harold Lloyd                                                 | Comedy            |                                       |
| His Nose in the Book           | B. Reeves Eason                  | Hoot Gibson                                                  | Western           |                                       |
| His Royal Slyness              | Hal Roach                        | Harold Lloyd, Mildred Davis                                  | Comedy            |                                       |
| Honest Hutch                   | Clarence G. Badger               | Will Rogers, Mary Alden                                      | Drama             | [ 5 ]                                 |
| Huckleberry Finn               | William Desmond Taylor           | Lewis Sargent, Wallace Beery                                 | Adventure         |                                       |
| The Idol Dancer                | D. W. Griffith                   | Richard Barthelmess, Clarine Seymour                         | Drama             |                                       |
| If I Were King                 | J. Gordon Edwards                | William Farnum, Betty Ross Clarke                            | Drama             |                                       |
| In the Heart of a Fool         | Allan Dwan                       | James Kirkwood, Anna Q. Nilsson                              | Drama             |                                       |
| 'In Wrong' Wright              | Albert Russell                   | Hoot Gibson                                                  | Western           |                                       |
| The Jack-Knife Man             | King Vidor                       | F. A. Turner, Harry Todd                                     | Drama             |                                       |
| The Jay Bird                   | Phil Rosen                       | Hoot Gibson                                                  | Western           |                                       |
| Judy of Rogue's Harbor         | William Desmond Taylor           | Mary Miles Minter, Charles Meredith                          | Drama             |                                       |
| Just Out of College            | Alfred E. Green                  | Jack Pickford, Molly Malone                                  |                   | [ 6 ]                                 |
| Just Pals                      | John Ford                        | Buck Jones, Helen Ferguson                                   | Western           |                                       |
| The Kentucky Colonel           | William A. Seiter                | Joseph J. Dowling, Frederick Vroom                           | Drama             | [ 7 ]                                 |
| Lady Rose's Daughter           | Hugh Ford                        | Elsie Ferguson, David Powell                                 | Drama             |                                       |
| The Last of the Mohicans       | Clarence Brown, Maurice Tourneur | Wallace Beery                                                | Adventure         |                                       |
| The Leopard Woman              | Wesley Ruggles                   | Louise Glaum, House Peters                                   | Adventure Romance | Feature length                        |
| Love                           | Wesley Ruggles                   | Louise Glaum, James Kirkwood Sr.                             | Romance           |                                       |
| The Love Flower                | D. W. Griffith                   | Carol Dempster, Richard Barthelmess                          | Drama             |                                       |
| Love, Honor, and Behave        | F. Richard Jones, Erle C. Kenton | Ford Sterling, Charlie Murray                                | Comedy            | [ 8 ]                                 |
| Madame X                       | Frank Lloyd                      | Pauline Frederick                                            | Drama             |                                       |
| The Man Who Had Everything     | Alfred E. Green                  | Jack Pickford, Lionel Belmore                                |                   | [ 9 ]                                 |
| The Man Who Lost Himself       | Clarence G. Badger               | William Faversham, Hedda Hopper                              | Comedy drama      |                                       |
| The Man with the Punch         | Edward Laemmle                   | Hoot Gibson                                                  | Western           |                                       |
| The Mark of Zorro              | Fred Niblo                       | Douglas Fairbanks, Marguerite De La Motte                    | Swashbuckler      |                                       |
| Masked                         | Mack V. Wright                   | Hoot Gibson, Virginia Browne Faire                           | Western           |                                       |
| A Modern Salome                | Leonce Perret                    | Hope Hampton, Percy Standing                                 | Drama             | Metro                                 |
| The Mollycoddle                | Victor Fleming                   | Douglas Fairbanks, Wallace Beery                             |                   |                                       |
| My Husband's Other Wife        | J. Stuart Blackton               | Sylvia Breamer, May McAvoy                                   | Drama             | Pathé Exchange                        |
| My Lady's Garter               | Maurice Tourneur                 | Wyndham Standing, Sylvia Breamer                             | Mystery           |                                       |
| Neighbors                      | Edward F. Cline, Buster Keaton   | Buster Keaton, Virginia Fox                                  | Comedy            |                                       |
| Nomads of the North            | David Hartford                   | Betty Blythe, Lon Chaney                                     | Crime drama       |                                       |
| Now or Never                   | Fred C. Newmeyer, Hal Roach      | Harold Lloyd, Mildred Davis                                  | Comedy            |                                       |
| Number, Please?                | Fred C. Newmeyer, Hal Roach      | Harold Lloyd                                                 | Comedy            |                                       |
| Old Lady 31                    | John Ince                        | Emma Dunn, Henry Harmon                                      | Comedy drama      |                                       |
| One Hour Before Dawn           | Henry King                       | H. B. Warner, Anna Q. Nilsson                                | Mystery           |                                       |
| One Law for All                | Leo D. Maloney                   | Hoot Gibson                                                  | Western Short     |                                       |
| One Week                       | Edward F. Cline, Buster Keaton   | Buster Keaton                                                | Comedy            |                                       |
| Outside the Law                | Tod Browning                     | Priscilla Dean, Wheeler Oakman                               | Crime thriller    |                                       |
| Over the Hill to the Poorhouse | Harry Millarde                   | Mary Carr                                                    | Drama             |                                       |
| The Path She Chose             | Phil Rosen                       | Anne Cornwall, J. Farrell McDonald                           | Drama             | [ 10 ]                                |
| The Penalty                    | Wallace Worsley                  | Charles Clary, Lon Chaney                                    | Crime             |                                       |
| Pollyanna                      | Paul Powell                      | Howard Ralston                                               | Drama             |                                       |
| The Rattler's Hiss             | B. Reeves Eason                  | Hoot Gibson                                                  | Western           |                                       |
| Remodeling Her Husband         | D. W. Griffith                   | Dorothy Gish, James Rennie                                   | Comedy            |                                       |
| The Restless Sex               | Robert Z. Leonard                | Marion Davies, Ralph Kellard                                 | Drama             |                                       |
| The Road to Divorce            | Phil Rosen                       | Mary MacLaren, William Ellingford                            | Drama             | [ 11 ]                                |
| Roarin' Dan                    | Phil Rosen                       | Hoot Gibson                                                  | Western           |                                       |
| Romance                        | Chester Withey                   | Doris Keane, Basil Sydney                                    | Romance           |                                       |
| The Round-Up                   | George Melford                   | Fatty Arbuckle, Irving Cummings                              | Comedy            | Buster Keaton had an uncredited role. |
| Runnin' Straight               | Arthur J. Flaven                 | Hoot Gibson                                                  | Western           |                                       |
| The Saphead                    | Herbert Blaché                   | Buster Keaton                                                | Comedy            | Metro                                 |
| The Scarecrow                  | Edward F. Cline, Buster Keaton   | Buster Keaton                                                | Comedy Short      |                                       |
| Sex                            | Fred Niblo                       | Louise Glaum, Irving Cummings                                | Drama             |                                       |
| The Sheriff's Oath             | Phil Rosen                       | Hoot Gibson                                                  | Western           |                                       |
| Shipwrecked Among Cannibals    | William F. Adler                 |                                                              | Documentary       |                                       |
| The Shootin' Fool              | Hoot Gibson                      | Hoot Gibson                                                  | Western           |                                       |
| The Shootin' Kid               | Hoot Gibson                      | Hoot Gibson                                                  | Western           |                                       |
| Shore Acres                    | Rex Ingram                       | Alice Lake, Robert D. Walker                                 | Drama             |                                       |
| Silk Hosiery                   | Fred Niblo                       | Enid Bennett, Geoffrey Webb                                  | Comedy            |                                       |
| Silk Husbands and Calico Wives | Alfred E. Green                  | House Peters, Mary Alden                                     | Drama             |                                       |
| The Skywayman                  | James P. Hogan                   | Ormer Locklear, Louise Lovely                                |                   |                                       |
| The Slim Princess              | Victor Schertzinger              | Mabel Normand, Tully Marshall                                | Comedy            |                                       |
| The Smilin' Kid                | Hoot Gibson                      | Hoot Gibson                                                  | Western           |                                       |
| Something to Think About       | Cecil B. DeMille                 | Elliott Dexter, Gloria Swanson                               | Drama             |                                       |
| A Splendid Hazard              | Allan Dwan                       | Henry B. Walthall, Rosemary Theby                            | Drama             |                                       |
| Stolen Moments                 | James Vincent                    | Rudolph Valentino, Marguerite Namara                         | Drama             |                                       |
| The Strange Boarder            | Clarence G. Badger               | Will Rogers, Irene Rich                                      | Comedy            | [ 12 ]                                |
| The Stranger                   | W. C. Tuttle                     | Hoot Gibson                                                  | Western           |                                       |
| Stronger Than Death            | Robert Z. Leonard                | Alla Nazimova, Charles Bryant                                | Drama             |                                       |
| Suds                           | John Francis Dillon              | Mary Pickford, Albert Austin                                 | Comedy            |                                       |
| Superstition                   | Edward Laemmle                   | Hoot Gibson                                                  | Western           |                                       |
| Thieves' Clothes               | Mack V. Wright                   | Hoot Gibson, Alma Bennett                                    | Western           |                                       |
| Tipped Off                     | Albert Russell                   | Hoot Gibson                                                  | Western           |                                       |
| The Trail of the Hound         | Albert Russell                   | Hoot Gibson, Jeff Corey                                      | Western           |                                       |
| Treasure Island                | Maurice Tourneur                 | Lon Chaney, Shirley Mason                                    | Adventure         |                                       |
| Twins of Suffering Creek       | Scott Dunlap                     | William Russell, Louise Lovely                               | Drama             | [ 13 ]                                |
| The Two-Fisted Lover           | Edward Laemmle                   | Hoot Gibson                                                  | Western           |                                       |
| Two Weeks                      | Sidney Franklin                  | Constance Talmadge, Conway Tearle                            | Romantic comedy   |                                       |
| Uncharted Channels             | Henry King                       | H. B. Warner, Kathryn Adams, Sam de Grasse                   | Drama             | [ 14 ]                                |
| Under Crimson Skies            | Rex Ingram                       | Elmo Lincoln, Mabel Ballin, Harry von Meter                  | Adventure         |                                       |
| Unseen Forces                  | Sidney Franklin                  | Sylvia Breamer, Conrad Nagel                                 | Drama             | [ 15 ]                                |
| The Virgin of Stamboul         | Tod Browning                     | Priscilla Dean, Wallace Beery                                | Drama             |                                       |
| Way Down East                  | D. W. Griffith                   | Lillian Gish                                                 | Drama             |                                       |
| West Is Best                   | Phil Rosen                       | Hoot Gibson, Josephine Hill                                  | Western           |                                       |
| The White Dove                 | Henry King                       | H. B. Warner, Clare Adams                                    | Drama             | [ 16 ]                                |
| Why Change Your Wife?          | Cecil B. DeMille                 | Gloria Swanson, Thomas Meighan, Bebe Daniels                 | Comedy            |                                       |
| Within Our Gates               | Oscar Micheaux                   | Evelyn Preer                                                 | Drama             |                                       |
| Wolf Tracks                    | Mack V. Wright                   | Hoot Gibson                                                  | Western           |                                       |
| The Woman in the Suitcase      | Fred Niblo                       | Enid Bennett, William Conklin                                | Drama             |                                       |